# Voiron
Voiron este un oraș în Franța, în departamentul Isère, în regiunea Ron-Alpi. 

## Personalități născute aici
- Hugues Charlot (1757 - 1821), general;
- Mélina Robert-Michon (n. 1979), atletă.

1. ↑  répertoire géographique des communes, accesat în 26 octombrie 2015
2. ↑  dataset of postal codes in France, 1 octombrie 2018